# Jonas & Sebastian
Jonas & Sebastian ist ein Volksmusik-Duo aus dem Bayerischen Wald, dessen Anliegen der Erhalt der bayerischen Tradition in Sprache und Musik ist.

## Geschichte
Jonas Hackl (* 1997) aus Finsterau begann 2006 das Gitarre-Spielen. Ursprünglich wollte er in einer Rockband E-Gitarre spielen. Hackl spielt mehrere Saiteninstrumente, unter anderem auch Ukulele und Bass. Sebastian Wilhelm (* 1995) aus Annathal spielt Steirische Harmonika seit 2004 und nebenbei Tuba und Bass.
Kennengelernt haben sich die beiden Jugendlichen 2014 bei einem Musikantentreffen. Sie stellten fest, dass ihre Musik beim Publikum sehr gut ankommt und so beschlossen sie, das Duo Jonas & Sebastian – Wirtshausmusik zu gründen. Das Duo spielt ausschließlich Wirtshausmusik. Diesen Begriff legen die beiden jungen Musiker jedoch etwas moderner aus und behaupten: „Wirtshausmusik ist Musik, die man im Wirtshaus machen kann.“ Dabei versuchen sie eine Mischung aus Volksmusik, Austropop, Popmusik und aktuellen Hits Unplugged zu spielen.

## Nennenswerte Auftritte
- Abendschau (Bayerischer Rundfunk) 28. September 2015[4]
- IPC-Weltcup Biathlon & Langlauf Finsterau 2016
- Drumherum 2016, 2018
- Bayerische Landesausstellung Bier in Bayern, Aldersbach 2016
- Woodstock der Blasmusik 2017

## Auszeichnungen
- Internationaler Volksmusikpreis 2015 (Menschen in Europa/Verlagsgruppe Passau), überreicht von Marcel Huber[4][5][6][7][8]